# Acqua & Sapone-Caffè Mokambo 2009
Questa voce raccoglie le informazioni riguardanti l'Acqua & Sapone-Caffè Mokambo nelle competizioni ufficiali della stagione 2009.

## Stagione
La squadra ha partecipato durante la stagione alle gare del circuito UCI Europe Tour e ad alcuni eventi del Calendario mondiale UCI grazie alle wild-card concesse dalla UCI. Nella Tirreno-Adriatico il capitano Stefano Garzelli ha terminato al secondo posto; nella Milano-Sanremo Luca Paolini ha colto un nono posto; al Giro d'Italia Garzelli si è aggiudicato la Classifica della montagna, vincendo la Maglia verde, ed il premio per la combattività, terminando settimo nella classifica generale. Infine, al Giro di Lombardia è stato ancora Paolini protagonista, cogliendo il quarto posto finale. Nelle classifiche generali del calendario mondiale, la squadra ha terminato al quindicesimo posto, mentre Garzelli, ventisettesimo nella individuale, è stato il primo dei tre che sono riusciti a conquistare punti.
Nelle gare dell'UCI Europe Tour, la squadra ha terminato al tredicesimo posto. Paolini, settimo, è stato il primo nella classifica individuale.
In totale sono state solo due le vittorie stagionali, entrambe di Luca Paolini che ha vinto la sesta tappa della Settimana Ciclistica Lombarda e la Coppa Bernocchi.

## Organico

### Staff tecnico
GM=General manager; DS=Direttore sportivo.
|  | Naz.              | Ruolo | Sportivo            |  |  |  |
|  | ----------------- | ----- | ------------------- |  |  |  |
|  | Italia (bandiera) | GM    | Palmiro Masciarelli |  |  |  |
|  | Italia (bandiera) | DS    | Bruno Cenghialta    |  |  |  |
|  | Italia (bandiera) | DS    | Franco Gini         |  |  |  |
|  | Italia (bandiera) | DS    | Lorenzo Di Lorenzo  |  |  |  |

### Rosa
|  | Naz.              |  | Sportivo              | Anno |  |  |
|  | ----------------- |  | --------------------- | ---- |  |  |
|  | Italia (bandiera) |  | Dario Andriotto       | 1972 |  |  |
|  | Italia (bandiera) |  | Massimo Codol         | 1972 |  |  |
|  | Italia (bandiera) |  | Francesco Di Paolo    | 1982 |  |  |
|  | Italia (bandiera) |  | Alessandro Donati     | 1979 |  |  |
|  | Italia (bandiera) |  | Francesco Failli      | 1983 |  |  |
|  | Italia (bandiera) |  | Alessandro Fantini    | 1985 |  |  |
|  | Italia (bandiera) |  | Stefano Garzelli      | 1973 |  |  |
|  | Italia (bandiera) |  | Ruggero Marzoli       | 1976 |  |  |
|  | Italia (bandiera) |  | Andrea Masciarelli    | 1982 |  |  |
|  | Italia (bandiera) |  | Francesco Masciarelli | 1986 |  |  |
|  | Italia (bandiera) |  | Simone Masciarelli    | 1980 |  |  |
|  | Spagna (bandiera) |  | Diego Milan Jimenez   | 1985 |  |  |
|  | Spagna (bandiera) |  | Didac Ortega          | 1982 |  |  |
|  | Italia (bandiera) |  | Giuseppe Palumbo      | 1975 |  |  |
|  | Italia (bandiera) |  | Luca Paolini          | 1977 |  |  |
|  | Italia (bandiera) |  | Luca Pierfelici       | 1983 |  |  |

## Palmarès

### Corse a tappe
- Settimana Ciclistica Lombarda

6ª tappa (Luca Paolini)
- Giro d'Italia

Classifica scalatori (Stefano Garzelli)

### Corse in linea
- Coppa Bernocchi (Luca Paolini)

## Classifiche UCI

### UCI Europe Tour
Individuale
Piazzamenti dei corridori dell'Acqua & Sapone-Caffè Mokambo nella classifica dell'UCI Europe Tour 2009.
| Pos. | Ciclista              | Punti |
| ---- | --------------------- | ----- |
| 7    | Luca Paolini          | 377   |
| 47   | Stefano Garzelli      | 200   |
| 98   | Francesco Masciarelli | 134   |
| 166  | Francesco Failli      | 70    |
| 264  | Ruggero Marzoli       | 62    |
| 470  | Diego Milán           | 33    |
| 626  | Giuseppe Palumbo      | 20    |
| 820  | Andrea Masciarelli    | 11    |
| 821  | Alessandro Fantini    | 11    |
| 968  | Alessandro Donati     | 7     |

Squadra
L'Acqua & Sapone-Caffè Mokambo chiuse in tredicesima posizione con 907 punti.

### Calendario mondiale UCI
Individuale
Piazzamenti dei corridori dell'Acqua & Sapone-Caffè Mokambo nella classifica del Calendario mondiale UCI 2009.
| Pos. | Ciclista              | Punti |
| ---- | --------------------- | ----- |
| 26   | Stefano Garzelli      | 170   |
| 70   | Luca Paolini          | 71    |
| 175  | Francesco Masciarelli | 8     |

Squadra
L'Acqua & Sapone-Caffè Mokambo chiuse in quindicesima posizione con 249 punti.